# Michal Frydrych
Michal Frydrych (Hustopeče nad Bečvou, 27 de febrero de 1990) es un futbolista checo que juega en la demarcación de defensa para el F. C. Baník Ostrava de la Liga de Fútbol de la República Checa.

## Biografía
Tras empezar a formarse como futbolista en el S. K. Hranice, finalmente en 2004 se marchó a la disciplina del F. C. Baník Ostrava. En 2010 ascendió al primer equipo. Debutó el 15 de mayo de 2010 en un partido contra el 1. F. K. Příbram. En 2015 firmó por el Slavia de Praga. Debutó con el club praguense el 22 de septiembre de 2015 en un encuentro contra el F. K. Ústí nad Labem en la Copa de la República Checa.
Tras diez años de carrera en su país natal, en septiembre de 2020 se marchó a Polonia para jugar en el Wisła Cracovia las siguientes tres temporadas. Después de dos campañas regresó al F. C. Baník Ostrava.

## Clubes
| Club                | País            | Año       | Partidos | Goles |
| ------------------- | --------------- | --------- | -------- | ----- |
| F. C. Baník Ostrava | República Checa | 2010-2015 | 128      | 8     |
| Slavia de Praga     | República Checa | 2015-2020 | 136      | 16    |
| Wisła Cracovia      | Polonia         | 2020-2022 | 57       | 7     |
| F. C. Baník Ostrava | República Checa | 2022-     | 64       | 5     |

## Palmarés

### Campeonatos nacionales
| Título                               | Club            | País            | Año  |
| ------------------------------------ | --------------- | --------------- | ---- |
| Liga de Fútbol de la República Checa | Slavia de Praga | República Checa | 2017 |
| Copa de la República Checa           | Slavia de Praga | República Checa | 2018 |
| Liga de Fútbol de la República Checa | Slavia de Praga | República Checa | 2019 |
| Copa de la República Checa           | Slavia de Praga | República Checa | 2019 |
| Liga de Fútbol de la República Checa | Slavia de Praga | República Checa | 2020 |